# China Northwest Airlines

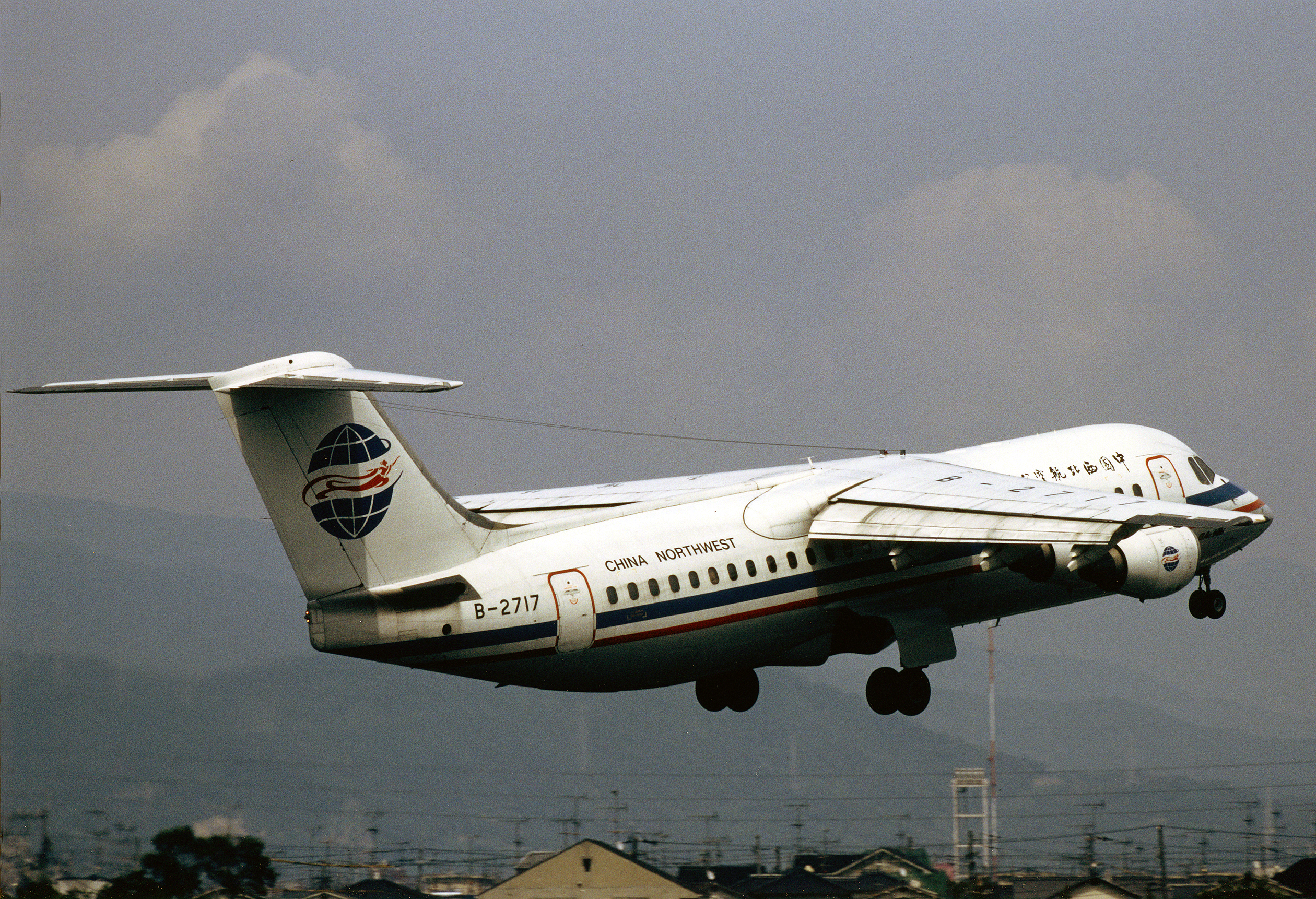
Avro RJ100 der China Southern, 1995

China Northwest Airlines war eine chinesische Fluggesellschaft mit Sitz in Xi’an in der Volksrepublik China, die 1988 gegründet wurde und im Jahr 1989 den Flugbetrieb aufnahm. Sie ging als eine von sechs neuen Fluggesellschaften aus der 1988 aufgelösten CAAC Airlines hervor. Für Langstreckenflüge hatte zunächst Air China das Monopol. Die anderen fünf Gesellschaften waren für Inlandsflüge und den Verkehr im asiatischen Raum zuständig.
Im Jahr 2002 wurde China Northwest Airlines zusammen mit China Yunnan Airlines in China Eastern Airlines integriert. Die Flotte der China Northwest Airlines bestand aus zum Zeitpunkt der Übernahme aus Flugzeugen der Typen BAe 146, Tupolew Tu-154, Airbus A310 und Airbus A320.

## Zwischenfälle
- Am 23. Juli 1993 waren beim Start einer BAe 146-300 der China Northwest Airlines (B-2716) vom Flughafen Yinchuan für einen Flug nach Peking die Auftriebshilfen nicht ausgefahren. Beim Start schoss die Maschine über die Startbahn hinaus und verunglückte. Es waren 113 Personen an Bord, von denen 55 starben (siehe auch China-Northwest-Airlines-Flug 2119).[2]
- Am 6. Juni 1994 stürzte in Xi’an zehn Minuten nach dem Start eine Tupolew Tu-154 der China Northwest Airlines ab. Alle 160 Menschen an Bord starben. Grund des Absturzes war eine fehlerhaft ausgeführte Reparatur am Vorabend (siehe auch China-Northwest-Airlines-Flug 2303).